# Afroestricus sankofa
Afroestricus sankofa är en tvåvingeart som beskrevs av Scarbrough 2005. Afroestricus sankofa ingår i släktet Afroestricus och familjen rovflugor.
Artens utbredningsområde är Ghana. Inga underarter finns listade i Catalogue of Life.